# Erik Urnes
Erik Urnes, född 28 februari 1971, är en norsk-svensk företagsledare.
Erik Urnes utbildade sig på United World College of the Atlantic i Llantwit Major i Wales i Storbritannien 1988–90, till maskiningenjör vid Imperial College, University of London 1991-94 och i ekonomi på  INSEAD i Fontainebleau i Frankrike 1997-98. 
Han har varit chef för ColArt International Holdings och AB Wilh. Becker och är verkställande direktör för Lindéngruppen. Han har bott i Storbritannien och USA, innan han 2008 flyttade till Sverige.
Han är gift med Jenny Lindén Urnes.